# Emmental (distrito)
Emmental é um distrito da Suíça, localizado no cantão de Berna. Tem 690,45 km² de área e sua população em 2019 foi estimada em 1 97.504 habitantes. Sua sede é a comuna de Langnau im Emmental.

## Comunas
Emmental está composto por um total de 40 comunas:
| Brasão                 | Comuna                 | População (31 de dezembro de 2019) | Área em km² |
| ---------------------- | ---------------------- | ---------------------------------- | ----------- |
| Aefligen               | Aefligen               | 1.096                              | 2.03        |
| Affoltern im Emmental  | Affoltern im Emmental  | 1.106                              | 11.49       |
| Alchenstorf            | Alchenstorf            | 576                                | 6.56        |
| Bätterkinden           | Bätterkinden           | 3.249                              | 10.17       |
| Burgdorf               | Burgdorf               | 16.587                             | 15.61       |
| Dürrenroth             | Dürrenroth             | 1.046                              | 14.13       |
| Eggiwil                | Eggiwil                | 2.473                              | 60.32       |
| Ersigen                | Ersigen                | 2.039                              | 8.73        |
| Hasle bei Burgdorf     | Hasle bei Burgdorf     | 3.326                              | 21.90       |
| Heimiswil              | Heimiswil              | 1.636                              | 23.34       |
| Hellsau                | Hellsau                | 211                                | 1.49        |
| Hindelbank             | Hindelbank             | 2.611                              | 6.73        |
| Höchstetten            | Höchstetten            | 270                                | 2.63        |
| Kernenried             | Kernenried             | 560                                | 3.34        |
| Kirchberg              | Kirchberg              | 5.916                              | 9.02        |
| Koppigen               | Koppigen               | 2.082                              | 6.93        |
| Krauchthal             | Krauchthal             | 2.401                              | 19.43       |
| Langnau im Emmental    | Langnau im Emmental    | 9.320                              | 48.39       |
| Lauperswil             | Lauperswil             | 2.664                              | 21.22       |
| Lützelflüh             | Lützelflüh             | 4.197                              | 26.92       |
| Lyssach                | Lyssach                | 1.437                              | 6.06        |
| Oberburg               | Oberburg               | 2.970                              | 14.11       |
| Röthenbach im Emmental | Röthenbach im Emmental | 1.169                              | 36.78       |
| Rüderswil              | Rüderswil              | 2.392                              | 17.15       |
| Rüdtligen-Alchenflüh   | Rüdtligen-Alchenflüh   | 2.419                              | 2.74        |
| Rüegsau                | Rüegsau                | 3.224                              | 15.10       |
| Rumendingen            | Rumendingen            | 79                                 | 2.42        |
| Rüti bei Lyssach       | Rüti bei Lyssach       | 167                                | 1.30        |
| Schangnau              | Schangnau              | 905                                | 36.48       |
| Signau                 | Signau                 | 2.624                              | 22.10       |
| Sumiswald              | Sumiswald              | 5.026                              | 59.37       |
| Trachselwald           | Trachselwald           | 962                                | 15.95       |
| Trub                   | Trub                   | 1.324                              | 62.02       |
| Trubschachen           | Trubschachen           | 1.463                              | 15.63       |
| Utzenstorf             | Utzenstorf             | 4.376                              | 16.94       |
| Wiler bei Utzenstorf   | Wiler bei Utzenstorf   | 985                                | 3.83        |
| Willadingen            | Willadingen            | 204                                | 2.16        |
| Wynigen                | Wynigen                | 2.093                              | 28.31       |
| Zielebach              | Zielebach              | 319                                | 1.92        |
|                        | Total (40)             | 97.504                             | 690.45      |